# ネット関係 (2ちゃんねる・5ちゃんねるカテゴリ)
ネット関係（ネットかんけい）は、匿名掲示板2ちゃんねる（2ch.net、2ch.sc、5ちゃんねる）のカテゴリの1つである。インターネットおよびネット技術・ネットサービスについての板をまとめている。

## 沿革
- 1999年5月31日 現ネットワーク板新設 (当時はハッククラック板)
- 1999年6月5日 現Web制作板新設 (当時はHP、CGI板)
- 1999年6月25日 現ポスペ・irc板新設 (当時はメル友募集板)
- 1999年6月29日 プロバイダー板新設
- 1999年7月4日 宣伝板新設
- 1999年10月30日 ネットwatch板を東芝サポート板から分割
- 1999年11月29日 現難民板新設 (当時は難民キャンプ板)
- 1999年12月12日 現オークション板新設 (当時はYahoo!板)
- 1999年12月18日 Nifty板・メルマガ板新設
- 1999年12月20日 現通信技術板新設 (当時はネットワーク板)
- 2000年5月1日 レンタル鯖板新設
- 2000年11月5日 ネットサービス板新設
- 2000年12月15日 Download板新設
- 2001年2月19日 PHP板新設
- 2001年5月1日 セキュリティ板新設
- 2001年5月2日 PHP板をWebプログラミング板に板名変更
- 2001年11月30日 nntp板新設
- 2003年2月1日 自宅サーバ板新設
- 2004年8月11日 インターネット板・ブログ板・ソーシャルネットワーク板・音楽配信板新設
- 2005年4月22日 Web収入板新設
- 2005年8月17日 ネットスポット板新設
- 2005年10月17日 ストリーミング板新設
- 2006年5月10日 ストリーミング板をYouTube板に板名変更
- 2007年4月12日 ネットスポット板をネットカフェ板に板名変更
- 2008年5月23日 携帯動画板新設
- 2008年7月27日 IPv6板新設
- 2008年12月5日 ネットラジオ板新設
- 2010年10月3日 Google板新設
- 2011年10月21日 ツイッター観察板新設
- 2014年6月23日 仮想通貨板・爆サイ観察板新設

## 掲示板
32個の板からなる。（2014年7月現在）

### インターネット
インターネット板はインターネット全般に関する話題を扱う板。名無しの名前はIPアドレスが由来。

#### 歴史
- 2004年8月11日－新設 (pc5)
- 2005年3月22日－移転 (pc8)
- 2006年12月30日－移転 (pc10)
- 2007年2月28日－移転 (pc11)
- 2010年8月4日－移転 (hibari)

### Download
ダウンロードソフト板はソフトウェアのダウンロードに関する話題を扱う板。
当初は2ちゃんねるが自ら手がけるソフトウェア配布サイト "download.co.jp" と合わせて開設された。運営側はこのサイトについての情報交換を目的とした板になることを期待していたが、"download.co.jp" は当初からユーザー達にほぼ無視され、当時流行していたダウンロード専用ソフト（Iria、ReGet、GetRightなど）の話題で占められる結果になってしまった。2010年現在はWinnyやShareなど、P2Pを使用したファイル共有ソフトの話題が中心となっている。また、"download.co.jp" はほとんど更新もされず放置状態となっている。住民によりいくつかのOpenNapサーバーが開設されている。略称はダウソ板。

#### 歴史
- 2000年12月15日 saladサーバーに新設される。
- 2001年11月30日 もうだめぽが誕生。2典Plusによると、この日に行われた書き込みが発祥とされる。
- 2002年4月頃 一部住民がACCS公式サイトへDoS攻撃をしかける。
- 2002年4月1日 金子勇(47氏)がWinny開発に初めて言及（但しこの時点ではWinnyという名称はまだなかった）。
- 2002年4月3日 - 7月18日 第1回全板人気トーナメントで優勝。
- 2002年5月6日 Winnyのベータ版が公開される。
- 2003年11月5日 板移転 (tmp→tmp2)
- 2004年5月15日 板移転 (tmp2→tmp3)
- 2004年7月3日 板移転 (tmp3→tmp4)
- 2005年4月25日 板移転 (tmp4→tmp5)
- 2006年2月1日 板移転 (tmp5→tmp6)
- 2007年12月3日 板移転 (tmp6→tmp7)
- 2008年7月7日 板移転 (tmp7→changi)
- 2009年3月22日 板移転 (changi→hideyoshi)
- 2010年6月10日 板移転 (hideyoshi→live28)

### Web制作
Web製作板はウェブサイト制作に関する情報交換を行う板である。HTML・CSS・クライアントサイドプログラム(JavaScript・VBScript)などのウェブサイト製作技術のスレッド、SEO・SOHO・アクセス解析などウェブサイトの運営・管理についてのスレッドなどがたっている。
ローカルルールではネットの出来事の観察、レンタルサーバー、ドメイン、ウェブサイトの宣伝、CGI・Perl・PHPなどのサーバサイドプログラミング、Flash制作、アフィリエイト、ネット広告、アダルトサイトの話題は板違いとして禁止されている。
1999年6月5日にHP、CGI板として新設され、その後WEB製作管理板に改称された。

### Web収入
アフィリエイトなどのネット広告やウェブサイトの売買や情報販売などのウェブサイトの収入に関する話題を扱う板。
ネット広告を行っているサイト運営者やその広告主が利用者である。
元々Web製作板で行われていたが、製作と収入ではジャンルもやや食い違うということで新しく作られた。
質問などの際に第三者が利益を得ることのできるURLを貼ると宣伝とみなされ、削除対象となる。

#### 歴史
- 2005年4月22日 pc8.2ch.netに新設される。
- 2006年12月30日 pc9.2ch.netに移転。
- 2007年3月23日 pc11.2ch.netに移転。

### レンタル鯖
レンタルサーバ板ではレンタルサーバやドメインに関する話題を扱う。レンタルサーバのユーザーや業界関係者が住民の中心となっている。第2回全板人気トーナメントでは決勝トーナメント第一回戦でモ娘 (狼) 板に敗退。かつての看板の画像は「鯖の握り寿司」であり、むろんサーバとかけているが、現在ではデフォルトの看板画像に戻っている。

#### 歴史
- 2000年5月1日 新設される。(takoサーバー、当時のフォルダ名はperl)誕生当時はperl,cgi板で、現在扱っているものの他に、現在はWebプログラミング板で扱われている内容も扱っていた。名無しさん名は「名無しさん」。
- 2001年2月19日 ebi鯖にWebプログラミング板が新設され、Webプログラミング関連の話題は移動。
- 2001年5月 板名称を「perl」から「レンタルサーバ」へ変更。
- 2001年7月25日 サーバー移転 (tako→natto)
- 2001年10月26日 サーバー移転 (natto→pc)
- 2003年1月28日 サーバー移転 (pc→pc2)[1]
- 2003年1月末 フォルダ名をperlからhostingに変更。
- 2004年3月29日 サーバー移転 (pc2→pc5)[2]
- 2005年3月22日 サーバー移転 (pc5→pc8)
- 2005年4月18日 全板人気トーナメント決勝トーナメント第一回戦で敗退。
- 2006年12月30日 サーバー移転 (pc8→pc10)
- ?年?月?日 サーバー移転 (pc10→pc11)

### 自宅サーバ
自宅サーバに関する話題を扱う板。板看板は家が鯖になっているもの。

### WebProg
サーバーサイドプログラミングに関する話題を扱う板。Perl・PHP・Java・Rubyなどの言語処理、Apache・CGI・JSP/Servlet・ASP・ColdFusionなどのアプリケーション実行環境、Oracle・PostgreSQL・MySQLなどのデータベースの話題を扱っている。

### ネットワーク
ネットワークに関する話題を扱う板。

### セキュリティ
トロイ・ウィルス・スパイウェアなどのネットワークセキュリティに関する話題を扱う板。

### 通信技術
通信技術に関する話題を扱う板。デフォルトの名無しのまま書き込むと、リモートホストが表示される。

### 仮想通貨板
仮想通貨に関する話題を扱う板。

### IPv6
IPv6に関する話題を扱う板。書き込みはIPv6でしか行えず、IPv4では読むことしかできない。IDはIPv6アドレスの上48bit・上64bit・全128bitから生成しているので、他の板より長くなっている。2014年にipv6サーバーが削除され、アクセスできなくなっている。

### ポスペ・irc
メッセンジャー・（IRC・Habboなどの）チャットソフト・ポストペット・Wiki・NetMeeting・ボトルメールに関する話題を扱う板。

### プロバイダー
プロバイダー (ISP) に関する話題を扱う板。

### ネットカフェ
ネットカフェ・漫画喫茶・無線LANスポットに関する話題を扱う板。

### Nifty
Niftyに関する話題を扱う板。

### Google
Googleに関する話題を扱う板。

### メルマガ
メルマガに関する話題を扱う板。

### 難民
本来は各サーバが落ちたときに暫定避難所として作られた掲示板であり、「難民」の名前もサーバ落ちで難民になったユーザが来る場所という意味で名づけられている。しかし一部のスレッドは他の掲示板で荒らしにあったり、板違いだとして追い出されたスレッドが最終的に漂着する掲示板となっている。ただし、一部難民板発祥のネットウォッチ系スレッドも存在する。スレッド一覧はジャンルが雑多であり、タイトルにも隠語などを用いている場合が多いため、一見すると何の掲示板なのか判別するのが難しいと言える。
他の掲示板では各スレッド同士での交流があるが、難民板内のスレッドはほとんど交流がない。それは各スレッドがおのおの出自の違う板出身であり、住人の層がオーバーラップすることが無いためだと思われる。
このようにこの難民板には特別な経緯があるため、「板違い」という非難はあたらず、相互不干渉が不文律となっている。

### 宣伝掲示板
宣伝を書き込む板。

### ネットサービス
ポータルサイト・ISP以外のメール・チャット・レンタル掲示板などの専用板のないネットサービスに関する話題を扱う板。

### YouTube
YouTube・Google Video・GYAO!・ニコニコ動画などの動画共有サービスやその中の動画、またストリーミング全般に関する話題を扱う板。「YouTube」と題されているが、スレッドの中にはニコニコ動画やVeohなどの話題を取り扱った物もある。
正式名称は「YouTube＠2ch掲示板」。2006年5月10日までは「ネットストリーミング板」という名称であった。
元々IDは任意表示であったが、後に強制表示に変更された。これにより以前より荒らしは減少している。「固有名詞を含めた板は作らない」という原則が作られてから改称された数少ない板である。
ローカルルールではファイル交換ソフトについてはダウンロードソフト板へ、成人向けの話題はPINKちゃんねるへ、実況は実況板へとなっている。

### 携帯動画
携帯電話のストリーミング放送に関する話題を扱う板。PCの掲示板の一覧では、携帯動画板と表記されている。
2008年5月23日に新設された。

### 音楽配信
iTMSやmoraなどの音楽配信に関する話題を扱う板。

### ネットラジオなど
ネットラジオやライブストリーミングに関する話題を扱う板。

### ブログ
ブログに関する話題を扱う板。

### ソーシャルネット
ソーシャルネットワークに関する話題を扱う板。
招待目的のスレを、1つのSNSにつき2本以上立てることは禁止されている。
SNS内で発生したニュースで取り扱われない出来事を書き込むことと他者のSNSのURLやIDを本人の許可無く書き込むことが禁止されており、ネットウォッチ板を利用するべきだとされている。

### ネットwatch
ネットwatch板は、インターネット上のテキストサイト、ブログやSNSなどのウェブサイト、オンラインゲームなどのインターネットサービスの、管理人や使用者を観察したり、晒したりする行為が行われている板である。
当初は東芝クレーマー事件についての板として発足し、その後一旦閉鎖された後、ネット上の事件全般を扱う板として現在の板名で開設される。そのため以前は板名一覧においてネット事件板という名称が使用されていた。
ポケモン板や最悪板などこの板に影響を受けた板も数多く存在し、ネットウォッチ関連のスレッドが立てられた。
2004年3月12日より当時の管理人ひろゆきの、「ネットゲームカテゴリでの晒し叩きのキャラウォッチは禁止。 どうしても続けるのならネットウォッチ板で。」との判断により大量のネットゲーム関連スレが流れ込んできた。

#### ローカルルール
- ウォッチ先への書き込み・不正アクセス・荒らし依頼・個人情報晒しは禁止。
- Webアドレス掲載の際はhttpの“h”の部分は抜くこと。(h抜き)

#### 歴史
- 1999年7月5日－前身である東芝サポート板新設。
- 1999年8月24日－東芝サポート板廃止。
- 1999年10月30日－ネットウォッチ板新設。
- 2001年8月25日－8月危機により一時閉鎖。
- 2001年9月7日－8月危機より復旧。
- 2004年3月12日－ネットゲームに関する観察が板の取扱い対象となる。

### ツイッター観察
Twitterに関する話題を扱う板。

#### 歴史
- 2011年10月21日－新設(raicho.2ch.net)[4]
- 2011年11月13日－移転(uni.2ch.net)[5]

### 爆サイ
匿名掲示板「爆サイ.com」に関する話題を扱う板。

### オークション
ネットオークションに関する話題を扱う板。

### nntp
NNTPに関する話題を扱う板。